# Troglohyphantes boudewijni
Troglohyphantes boudewijni este o specie de păianjeni din genul Troglohyphantes, familia Linyphiidae, descrisă de Deeleman-reinhold, 1974.
Este endemică în Montenegro. Conform Catalogue of Life specia Troglohyphantes boudewijni nu are subspecii cunoscute.